# 鈴木陽子 (作曲家)
鈴木 陽子（すずき ようこ）は日本のゲームミュージック作曲家。玉山文人らと共に様々なタイトルに参加している。

## 作品
- ザードの伝説2
- バトルマニア大吟醸（玉山文人と共同）
- Jリーグ ウイニングゴール（益子重徳と共同）[1]
- ダービージョッキー
- タイムドミネーター（共同）
- ミッキーの東京ディズニーランド大冒険（益子重徳と共同）
- Jリーグ ライブ95（桐岡麻季と共同）
- 東京ディズニーランド ミッキーのシンデレラ城ミステリーツアー

## 関連記事
- ゲーム音楽の作曲家一覧